# Hilmar Baunsgaard
Hilmar Tormod Ingolf Baunsgaard (Slagelse, 26 februari 1920 - Gentofte, 20 juni 1989) was een Deens politicus. Hij werd in 1968 voor de links-liberale Det Radikale Venstre minister-president in een coalitie met de conservatieve Det Konservative Folkeparti en de liberale Venstre. Hij werd voorafgegaan en opgevolgd door de sociaaldemocraat Jens Otto Krag.
Zijn kabinet kreeg de kosten niet onder controle en moest de belastingen verhogen. Maatschappelijk gezien nam de regering-Baunsgaard progressieve maatregelen, zoals de afschaffing van censuur op pornografie en de legalisering van abortus. In de parlementsverkiezingen van 1971 verloor de regering haar meerderheid en kwamen de sociaaldemocraten weer in het zadel.
Baunsgaard wordt vaak de eerste vooraanstaande Deense politicus genoemd die televisie als belangrijkste medium zag om met zijn electoraat te communiceren. Hij slaagde erin contact te leggen met de kiezers en werd vanaf halverwege de jaren zestig tot in de vroege jaren zeventig steeds tot meest betrouwbare politicus gekozen. Zijn periode als premier deed zijn reputatie echter geen goed. Hij bleef tot 1975 partijleider en verliet in 1977 het parlement.
Baunsgaard was de voornaamste pleitbezorger van Nordek, een plan voor een organisatie ten behoeve van Noordse economische samenwerking, enigszins vergelijkbaar met de Europese Economische Gemeenschap. Hoewel dit idee verwelkomd werd door zowel Zweden, Noorwegen als IJsland, kwam het uiteindelijk niet van de grond, omdat Finland niet wilde deelnemen wegens zijn relatie met de Sovjet-Unie. Vervolgens trad Denemarken toe tot de EEG.
- Gemeinsame Normdatei: 131654594
- International Standard Name Identifier: 0000 0000 5544 0100
- Library of Congress Control Number: n2006082917
- Nationale Bibliotheek van Tsjechië: jx20060506001
- Nederlandse Thesaurus van Auteursnamen: 292837089
- Système universitaire de documentation: 119397455
- Virtual International Authority File: 35594787
- WorldCat: E39PBJrCg7QvJJmx4KrG9BCmh3